# Проста послуга (фільм)
Про́ста́ по́слуга (англ. A Simple Favor) — американський фільм 2018 року, суміш комедії та детективного трилеру. Режисер Пол Фіг, сценарист Джонатан Френк. Прем'єра фільму відбулася 10 вересня 2018 року в Нью-Йорку, США, прокат в Україні розпочався 20 вересня 2018 року.

## Сюжет
Стефані — молода вдова, що веде позитивний відеоблог для домогосподарок та всі свої сили віддає вихованню маленького сина. Якось вона знайомиться та стає найкращою подругою шикарної Емілі — матері хлопчика, з яким дружить її син у школі. Стефані захоплюється цікавим життям Емілі та із задоволенням допомагає їй з домашніми справами. Проте одного разу нова подруга просить Стефані забрати дітей зі школи, а сама безслідно зникає.

## У ролях
| Актор                              | Роль                                           |
| ---------------------------------- | ---------------------------------------------- |
| Анна Кендрік (Anna Kendrick)       | Стефані Смотерс (Stephanie Smothers)           |
| Блейк Лайвлі (Blake Lively)        | Емілі Нельсон (Emily Nelson)                   |
| Ієн Хо (Ian Ho)                    | Нікі Нельсон (Nicky Nelson)                    |
| Джошуа Сатіне (Joshua Satine)      | Майлз Смотерс (Miles Smothers)                 |
| Гленда Браганза (Glenda Braganza)  | пані Керрі (Mrs. Kerry)                        |
| Ендрю Реннеллс (Andrew Rannells)   | Даррен (Darren)                                |
| Келлі Маккормак (Kelly McCormack)  | Стейсі (Stacy)                                 |
| Апарна Нанчерла (Aparna Nancherla) | Сона (Sona)                                    |
| Джия Мавджи (Jiah Mavji)           | дочка Сони (Sona's Daughter)                   |
| Ава ЛаФрамбоуз (Ava LaFramboise)   | Лулу (Lulu)                                    |
| Генрі Голдінг (Henry Golding)      | Шон Таунсенд (Sean Townsend)                   |
| Дастін Мілліган (Dustin Milligan)  | Кріс (Chris)                                   |
| Деніель Бургон (Danielle Bourgon)  | Грейс (мати Стефані) (Grace (Stephanie's Mom)) |
| Джия Сандху (Gia Sandhu)           | Валері (Valerie)                               |
| Лілі Ї (Lila Yee)                  | Маргарет (мати Шона) (Margaret (Sean's Mom))   |

## Критика та відгуки
Загалом фільм одержав схвальні оцінки кінокритиків. Рейтинг «Простої послуги» на сайті Rotten Tomatoes — 84 % (на основі 206 думок із середньою оцінкою 6,9 з 10, де 174 критиків присудили фільму «свіжий помідор» і лише 32 — «гнилий»). Рейтинг фільму на сайті Metacritic — 67 % (на основі 41 рецензії, 27 з яких — позитивні).